# Zabrodzie (Powiat Wyszkowski)
Zabrodzie ist ein Dorf sowie Sitz der gleichnamigen Landgemeinde im Powiat Wyszkowski der Woiwodschaft Masowien, Polen.

## Gemeinde
Zur Landgemeinde (gmina wiejska) Zabrodzie gehören folgende Ortschaften mit einem Schulzenamt (sołectwo):
Adelin
Anastazew
Basinów
Choszczowe
Dębinki
Gaj
Głuchy
Karolinów
Kiciny
Lipiny
Młynarze
Mostówka
Mościska
Niegów
Obrąb
Płatków
Podgać
Przykory
Słopsk
Wysychy
Zabrodzie
Zazdrość
Weitere Orte der Gemeinde sind Fiszor und Grzegorzewo.